# اداستول
آداستِوِل (به مجاری: Adásztevel) یک استان در مجارستان است که در ناحیه پاپا واقع شده‌است. اداستول ۸۵ کیلومتر مربع مساحت و ۸۳۸ نفر جمعیت دارد.